# 藤原親盛 (左衛門尉)
藤原 親盛（ふじわら の ちかもり）は、平安時代末期の武士・歌人。藤原北家長良流。官位は従五位下、左衛門尉、大和守。後藤親盛とも称した。

## 略歴
大和守・藤原親康の子として誕生。
北面武士として後白河上皇に仕える一方、歌人としても頭角を現す。仁安2年（1167年）閏7月12日に右兵衛権少尉に任じられ、翌年1月11日には平康頼と同時に左兵衛少尉に任ぜられる。承安2年（1172年）閏12月の東山歌合等に出詠している他、自らも二度にわたり歌合を主催している。俊恵・道因・小侍従・西行といった同時代の歌人との交流があり、『千載集』以下の勅撰和歌集に入集。私撰集『百題抄』、家集に『親盛集』を遺している。また今様でも上皇の弟子であった。
建久3年（1192年）3月、上皇の崩御に際して出家。法名を見仏と称す。没年を含めその後の事績は不詳。